# Потврда о идентитету избеглице
Потврда о идентитету избеглице или избегличка је документ који избеглице користе као доказ идентитета. Издаје га или УНХЦР или држава азила. У многим земљама избеглице су у обавези да своју избегличку карту увек носе са собом. У неким избегличким камповима, картица за храну коју додељује Светски програм за храну се такође користи као облик личне карте односно идентификационог документа.
Државе које су потписале Конвенцију о избеглицама из 1951. морају да обезбеде избеглицама приступ идентификационим потврдама, које могу бити или путна исправа избеглице, према члану 28 конвенције, или други облик личних докумената, према члану 27.